# Kerolin
Kerolin Nicoli Israel Ferraz, känd som endast Kerolin, född den 17 november 1999 i Bauru, är en brasiliansk fotbollsspelare.

## Karriär
Kerolin inledde sin seniorkarriär i Valinhos år 2016. Hon har även spelat för Palmeiras innan hon 2021 kontrakterades av Madrid CFF. 2022 värvades hon av North Carolina Courage innan hon år 2025 började spela för Manchester City. Hon debuterade i Brasiliens damlandslag år 2018, och ingick i det lag som vid olympiska sommarspelen 2024 i Paris tog silver efter att ha förlorat finalen mot USA.